# Killiney (stacja kolejowa)
Killiney (ang: Killiney railway station, irl: Stáisiún Cill Iníon Léinín) – stacja kolejowa w miejscowości Killiney, w hrabstwie Dún Laoghaire-Rathdown, w Irlandii. Znajduje się na Dublin to Rosslare Line. Stacja jest zarządzana i obsługiwana przez Iarnród Éireann przez pociągi DART. Wejście do stacji jest poprzez Station Road. Znajduje się około 2 minut spacerem do Killiney Beach.
Stacja stała się bezzałogowa w 2013 i ma dwa automaty biletowe. Duży parking znajduje się po drugiej stronie ulicy od stacji.

## Historia
Oryginalna stacja znajdowała się na pobliskiej Seafield Road. Jednak jak okazała się ona niewygodna dla mieszkańców, została przeniesiona do swojej obecnej lokalizacji w dniu 6 maja 1882 roku pod nazwą Killiney & Ballybrack. Przyrostek Ballybrack został usunięty w 1921. Oryginalna stacja Killiney zastąpiła wcześniejszą stację Obelisk Hill, Killiney w dniu 1 maja 1858 roku.

## Linie kolejowe
- Dublin to Rosslare Line